# 鮭の大助
鮭の大助（さけのおおすけ）は、東北地方を中心とする東日本に伝わる怪魚。鮭の大介とも表記する（読みは同じ）。

## 概要
名前が示すようにサケの一種で、川魚の王とされる。11月15日や12月20日など決まった日に、妻の小助（こすけ）と共に海から川へと遡り、その際に「鮭の大助、今のぼる」または「鮭の大助・小助、今のぼる」と大声を張り上げる。
この大声を聞いた者は、3日後に死んでしまうと言われる。そのためこの時期は、川の仕事をしている人は仕事を一切休んで川に出ないようにし、周囲の村人は大助の声を聞くことのないよう、鉦（かね）を鳴らしたり、餅をついたり（この餅を特に「耳塞ぎ餅」と呼ぶ）、歌ったり、酒を飲んで騒いだりして過ごしたという。

## 伝承
その昔、信濃川近くにある大長者がいた。ある年の霜月（11月）15日。いつも川で漁をするはずの漁師たちが揃って仕事を休んでいることを不思議に思ったが、その日は鮭の大介・小介がのぼってくる日と気づいた。
日が経つにつれ、長者はたかが魚ごときになぜ漁を休まむのかと腹が立ってきた。そこで翌年のその日が近づいた頃、漁師たちに漁を行って大介・小介を捕えるよう告げた。漁師たちはみな川の王の祟りを恐れたが、長者が権力にものをいわせて脅すので、渋々承知した。
そして霜月15日。長者は大介・小介が捕まるところを見てやろうと上機嫌で川に出た。漁師たちが網を放ったが、なぜか大介・小介どころか、小魚すら網にかかることはない。長者は漁師たちにハッパをかけるが、魚は1匹も捕まらない。
やがて漁師たちは、長者より川の王の祟りを恐れて皆、引き上げてしまった。川辺には長者1人が残され、既に時は真夜中になってしまった。
気がつくと、目の前に銀髪を輝かせた1人の老婆がいて、長者に言った。
「今日はご苦労であった」
それを見た長者は次第に気が遠くなっていった。何かを言い返そうとしたが、既に言葉にならない。老婆が川へと歩いていくと、川辺に激しい水音がした。そして声が響いた。
「鮭の大介・小介、今のぼる」
大介・小介を先頭にして、月光の照らす中を鮭の群れが川をさかのぼって行った。
長者はすでに息絶えていた。
この伝承は「鮭の大介」の表記で伝わっている。